# Astë
Astë – wieś położona w północnej części Albanii w gminie Tropojë.